# Intel Arc
Intel Arc — бренд графічних процесорів, розроблених компанією Intel. Це дискретні графічні процесори, які в основному продаються для високорентабельного ринку комп’ютерних ігор. Бренд також охоплює споживче графічне програмне забезпечення та послуги Intel.
Intel Arc збирається конкурувати з лінійками GeForce від Nvidia та Radeon від AMD. Серію ноутбуків Arc-A було запущено 30 березня 2022 року, а Arc 5 і 7 «з’являться пізніше цього року, на початку літа».
Intel офіційно представила графічні процесори для робочих станцій Arc Pro 8 серпня 2022 року.

## Етимологія
За словами Intel, бренд названий на честь концепції сюжетних арок, які зустрічаються у відеоіграх.

## Покоління графічних процесорів

### Alchemist

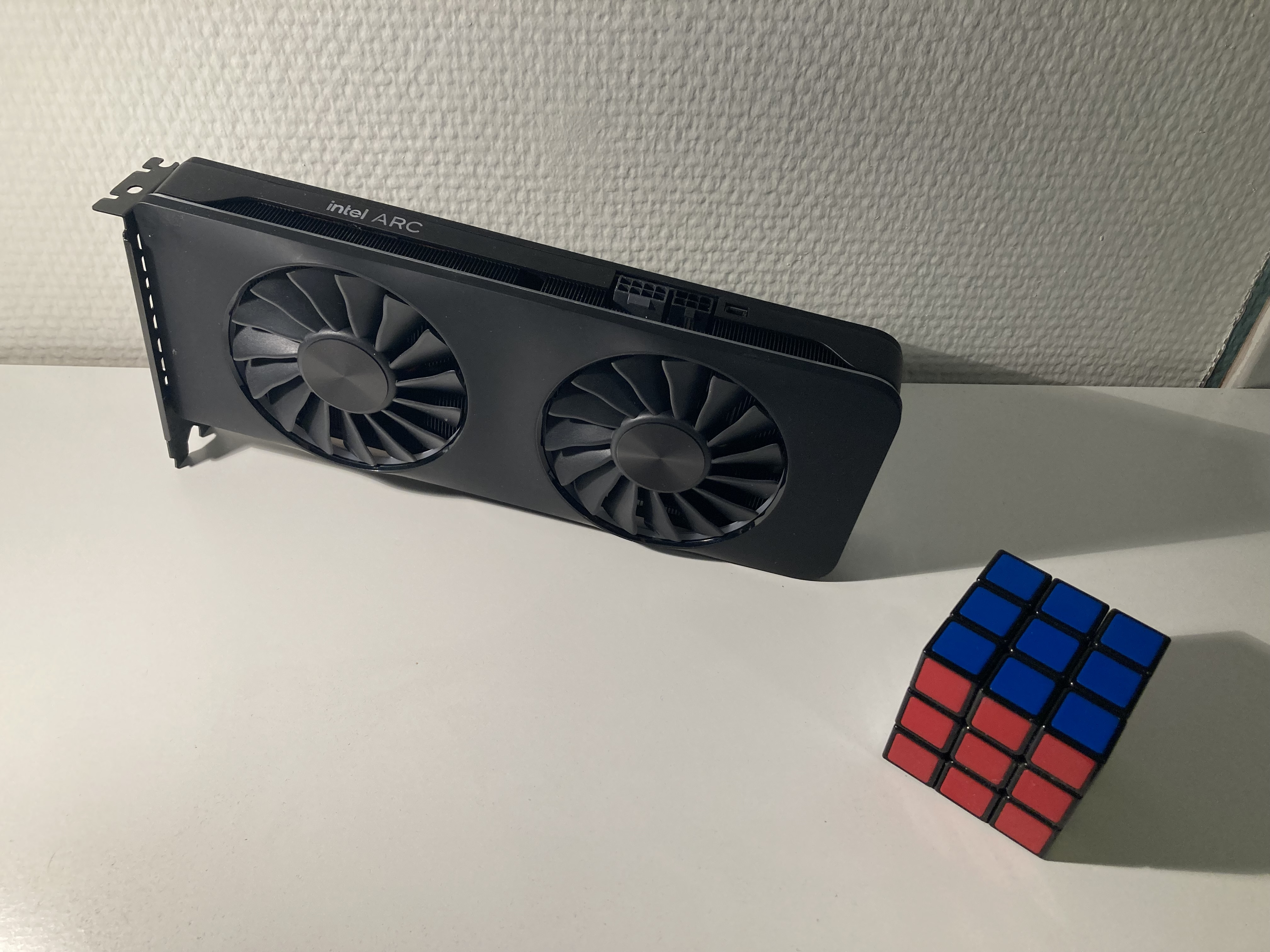
A770 16 GB, найпотужніший графічний процесор першого покоління Intel.

Перше покоління графічних процесорів Intel Arc (під кодовою назвою «Alchemist»), розроблене під попередньою кодовою назвою «DG2», планувалося випустити до 30 березня 2022 року. Він поставлятиметься як у форм-факторі настільної карти, так і у формі графічного чипа для ноутбука. TSMC збирається виготовити матрицю за технологією TSMC N6.
Alchemist використовує архітектуру Intel Xe GPU, а точніше, варіант Xe-HPG. Alchemist підтримуватиме апаратне трасування променів, XeSS або суперсемплінг на основі нейронних мереж (подібно до Nvidia DLSS) і DirectX 12 Ultimate. Також підтримується DisplayPort 2.0 і розгін. Апаратний кодер AV1 з фіксованою функцією планується для цього ГП як частина ядра Intel Quick Sync Video.
Intel підтвердила, що підтримку ASTC було видалено з апаратного забезпечення, починаючи з Alchemist, і майбутні мікроархітектури Intel Arc GPU також не підтримуватимуть її.
Intel показала, що Meteor Lake і пізніші покоління процесорів SoC використовуватимуть графічний процесор Intel Arc Tile.
Intel Arc Alchemist не підтримує SR-IOV. Intel Arc Alchemist не підтримує D3D9 нативно.

#### Настільні
| Бренд | Модель  | Випуск  | Кодове ім'я | Процес (нм) | Транзистори (млрд) | Розмір кристала (мм2) | Конфігурація ядра | Кількість EU блоків | Кеш L2 (МБ) | Тактові частоти         | Тактові частоти | Швидкість заповнення | Швидкість заповнення | Пам'ять    | Пам'ять                    | Пам'ять | Пам'ять           | Обчислювальна потужність (TFLOPS) | Обчислювальна потужність (TFLOPS) | Обчислювальна потужність (TFLOPS) | TDP (Вт) | Інтерфейс шини |
| Бренд | Модель  | Випуск  | Кодове ім'я | Процес (нм) | Транзистори (млрд) | Розмір кристала (мм2) | Конфігурація ядра | Кількість EU блоків | Кеш L2 (МБ) | Частота ядра МГц (буст) | Пам'ять (МТ/с)  | Піксель (ГП/с)       | Текстур (ГТ/с)       | Об'єм (ГБ) | Пропускна здатність (ГБ/с) | Тип     | Ширина шини (біт) | Половина (буст)                   | Одинарна (буст)                   | Подвійна (буст)                   | TDP (Вт) | Інтерфейс шини |
| ----- | ------- | ------- | ----------- | ----------- | ------------------ | --------------------- | ----------------- | ------------------- | ----------- | ----------------------- | --------------- | -------------------- | -------------------- | ---------- | -------------------------- | ------- | ----------------- | --------------------------------- | --------------------------------- | --------------------------------- | -------- | -------------- |
| Arc 3 | A380    | Q2 2022 | DG2-128     | TSMC N6     | 7.2                | 157                   | 1024:64:32:8      | 128                 | 4           | 300 (2000)              | 15500           | 64                   | 128                  | 6          | 186                        | GDDR6   | 96                | ? (8.192)                         | ? (4.096)                         | ? (1.024)                         | 75       | PCIe 4.0 x8    |
| Arc 5 | [A580]  | Q3 2022 | DG2-512     | TSMC N6     | 21.7               | 406                   | 3072:192:96:24    | 384                 | 8           | 300 (1700)              | 16000           | ??                   | ???                  | 8          | 512                        | GDDR6   | 256               | ? (?.???)                         | ? (?.???)                         | ? (?.???)                         | 175      | PCIe 4.0 x16   |
| Arc 7 | [ A750] | Q3 2022 | DG2-512     | TSMC N6     | 21.7               | 406                   | 3584:192:112:28   | 448                 | 12          | 300 (2050)              | 16000           | ??                   | ???                  | 8          | 512                        | GDDR6   | 256               | ? (?.???)                         | ? (?.???)                         | ? (?.???)                         | 225      | PCIe 4.0 x16   |
| Arc 7 | [A770]  | Q3 2022 | DG2-512     | TSMC N6     | 21.7               | 406                   | 4096:256:128:32   | 512                 | 16          | 300 (2100)              | 17500           | ??                   | ???                  | 16         | 560                        | GDDR6   | 256               | ? (?.???)                         | ? (?.???)                         | ? (?.???)                         | 225      | PCIe 4.0 x16   |

#### Мобільні
| Бренд | Модель | Випуск          | Кодове ім'я | Процес (нм) | Транзистори (млрд) | Розмір кристалу (мм2) | Конфігурація ядра | Кількість EU блоків | Кеш L2 (МБ) | Тактові частоти         | Тактові частоти | Швидкість заповнення | Швидкість заповнення | Пам'ять    | Пам'ять                    | Пам'ять | Пам'ять           | Обчислювальна потужність (TFLOPS) | Обчислювальна потужність (TFLOPS) | Обчислювальна потужність (TFLOPS) | TDP (Вт) | Інтерфейс шини |
| Бренд | Модель | Випуск          | Кодове ім'я | Процес (нм) | Транзистори (млрд) | Розмір кристалу (мм2) | Конфігурація ядра | Кількість EU блоків | Кеш L2 (МБ) | Частота ядра МГц (буст) | Пам'ять (МТ/с)  | Піксель (ГП/с)       | Текстур (ГТ/с)       | Об'єм (ГБ) | Пропускна здатність (ГБ/с) | Тип     | Ширина шини (біт) | Половина (буст)                   | Одинарна (буст)                   | Подвійна (буст)                   | TDP (Вт) | Інтерфейс шини |
| ----- | ------ | --------------- | ----------- | ----------- | ------------------ | --------------------- | ----------------- | ------------------- | ----------- | ----------------------- | --------------- | -------------------- | -------------------- | ---------- | -------------------------- | ------- | ----------------- | --------------------------------- | --------------------------------- | --------------------------------- | -------- | -------------- |
| Arc 3 | A350M  | 30 березня 2022 | DG2-128     | TSMC N6     | 7.2                | 157                   | 768:48:24:6       | 96                  | 4           | 300 (1150)              | 14000           | 27.6                 | 55.2                 | 4          | 112                        | GDDR6   | 64                | ? (3.533)                         | ? (1.766)                         | ? (0.441)                         | 25-35    | PCIe 4.0 x8    |
| Arc 3 | A370M  | 30 березня 2022 | DG2-128     | TSMC N6     | 7.2                | 157                   | 1024:64:32:8      | 128                 | 4           | 300 (1550)              | 14000           | 49.6                 | 99.2                 | 4          | 112                        | GDDR6   | 64                | ? (6.349)                         | ? (3.174)                         | ? (0.793)                         | 35-50    | PCIe 4.0 x8    |
| Arc 5 | A550M  | Q2 2022         | DG2-512     | TSMC N6     | 21.7               | 406                   | 2048:128:64:16    | 256                 | 8           | 300 (900)               | 14000           | 57.6                 | 115.2                | 8          | 224                        | GDDR6   | 128               | ? (7.373)                         | ? (3.686)                         | ? (0.921)                         | 60-80    | PCIe 4.0 x16   |
| Arc 7 | A730M  | Q2 2022         | DG2-512     | TSMC N6     | 21.7               | 406                   | 3072:192:96:24    | 384                 | 12          | 300 (1100)              | 14000           | 105.6                | 211.2                | 12         | 336                        | GDDR6   | 192               | ? (13.52)                         | ? (6.758)                         | ? (1.69)                          | 80-120   | PCIe 4.0 x16   |
| Arc 7 | A770M  | Q2 2022         | DG2-512     | TSMC N6     | 21.7               | 406                   | 4096:256:128:32   | 512                 | 16          | 300 (1650)              | 16000           | 211.2                | 422.4                | 16         | 512                        | GDDR6   | 256               | ? (27.03)                         | ? (13.52)                         | ? (3.379)                         | 120-150  | PCIe 4.0 x16   |

### Battlemage
Intel також розповіла про майбутні покоління графічних процесорів Intel Arc, які перебувають у розробці: Battlemage (заснована на Xe2), Celestial (заснована на Xe3), і Druid. Battlemage наступний після Alchemist.
Intel показала, що Lunar Lake і пізніші покоління процесорів SoC використовуватимуть графічний процесор Intel Arc Tile.

### Celestial
Celestial замінить Battlemage.

### Druid
Druid замінить Celestial.

## Intel XeSS
Intel XeSS — це технологія підвищення дискретизації зображення за допомогою машинного навчання в режимі реального часу, розроблена в основному для використання у відеоіграх як конкурент технологіям DLSS від Nvidia та технологіям FSR від AMD. Крім того, XeSS не обмежується графічними картами Intel Arc. Він використовує ексклюзивні інструкції XMX для відеокарт Intel Arc, але може використовувати інструкції DP4a на конкуруючих графічних процесорах, які їх підтримують. XeSS навчений зі 64 вибірками на піксель на відміну від 16 вибірків Nvidia DLSS на піксель (16K).

### Попередні налаштування якості
| Налаштування якості | Фактор масштабу | Масштаб візуалізації |
| ------------------- | --------------- | -------------------- |
| Ultra Quality       | 1.30x           | 77.0%                |
| Quality             | 1.50x           | 66.6%                |
| Balanced            | 1.70x           | 58.8%                |
| Performance         | 2.00x           | 50.0%                |
| Ultra Performance   | 3.00x           | 33.3%                |

1. ↑  Алгоритм не обов'язково повинен бути реалізований за допомогою цих попередніх налаштувань; розробник може визначати власну роздільну здатність введення та виведення.
2. ↑  Лінійний масштабний коефіцієнт, який використовується для підвищення роздільної здатності вхідного сигналу до вихідного. Наприклад, сцена, відтворена в 540p із коефіцієнтом масштабування 2,00x, матиме вихідну роздільну здатність 1080p.
3. ↑   Лінійний масштаб візуалізації порівняно з вихідною роздільною здатністю, який технологія використовує для внутрішнього рендерингу сцен перед підвищенням дискретизації. Наприклад, сцена 1080p із масштабом візуалізації 50% матиме внутрішню роздільну здатність 540p.